# Костянтин Ласкаріс
Костянтин (XI) Ласкаріс (грец. Κωνσταντίνος Λάσκαρης, 1170 — 19 березня 1205) — імператор Візантії декілька місяців з 1204 до початку 1205 року.

## Біографія
Костянтин Ласкаріс був старшим сином візантійського дворянина Мануїла Ласкаріса та Іванни Каратцаїни.
У 1204 році під час четвертого хрестового походу Константинополь був оточений хрестоносцями і утримував облогу. Костянтин Ласкаріс був одним із організаторів оборони міста. Попередній імператор — Олексій V Дука утікає, залишивши своїх людей напризволяще 12 квітня 1204 року, коли хрестоносці взяли штурмом декілька оборонних веж міста із сторони гавані. Вже 13 квітня 1204 року, ще перед остаточним захопленням міста хрестоносцями оголошено Костянтина Ласкаріса у соборі Св. Софії візантійським імператором.
Наступні дії Костянтина організувати оборону міста закінчилися невдачею. Разом із своїм братом Феодором Ласкарісом він утікає від загарбників у Нікею. Там збираються також і візантійські дворяни та засновують найбільше із трьох візантійських царств — Нікейську імперію
Уже скоро, 19 березня 1205 року Костянтин Ласкаріс гине у бою проти Балдуїна I, першого імператора Латинської імперії з столицею у Константинополі. Його брат стає наступним імператором Нікейської імперії і коронується новим патріархом Михайлом IV.
Оскільки Костянтин не був офіційно коронований, то деякі історики не признають його візантійським імператором. Хоча у старих джерелах, наприклад Костянтин XI Драгаш уважається Костянтином XII.